# Красноуфимский муниципальный округ
Красноуфи́мский о́круг — муниципальное образование в Свердловской области со статусом городского округа России, относится к Западному управленческому округу. Административный центр — город Красноуфимск (не входит в состав района и округа).
С точки зрения административно-территориального устройства области, городской округ находится в границах административно-территориальной единицы Красноуфимский район.
С  1 января 2025 года имеет статус муниципального округа.

## Географические данные
Округ расположен от северо-запада до востока МО Ачитский городской округ, от востока до юга МО Артинский городской округ, от юга до юго-запада — Республика Башкортостан, районы Мечетлинский, Дуванский, Аскинский, на западе — Пермский край — Октябрьский и Суксунский городские округа.

## Население
| 2002    | 2009    | 2010    | 2011    | 2012    | 2013    | 2014    |
| ------- | ------- | ------- | ------- | ------- | ------- | ------- |
| 31 581  | ↘30 559 | ↘28 077 | ↘27 990 | ↘27 408 | ↘27 092 | ↘26 837 |
| 2015    | 2016    | 2017    | 2018    | 2019    | 2020    | 2021    |
| ↘26 633 | ↘26 389 | ↘26 001 | ↘25 708 | ↘25 227 | ↗25 253 | ↘23 163 |
| 2023    |         |         |         |         |         |         |
| ↘23 031 |         |         |         |         |         |         |

Население: 28077 человек, в том числе: русских — 62 %, татар — 20 %, марийцев — 16 %. Представителей других национальностей — 2 %. Количество населенных пунктов — 68, из них поселков городского типа −1, поселков — 6, сёл — 17, деревень — 44.

## История
27 февраля 1924 года в составе Кунгурского округа Уральской области образован Красноуфимский район. С 1934 года район в составе Свердловской области. В 1967 году из Красноуфимского района был выделен Ачитский район.
1 февраля 1963 года был образован сельский район.
22 ноября 1966 года поселки Афанасьевской ГЭС и участка N 2 Артимейковского совхоза были переименованы в Рябчиково и Зелёная Роща соответственно.
12 ноября 1979 года Исполнительный комитет Свердловского областного Совета народных депутатов принял решение просить Президиум Верховного Совета РСФСР переименовать поселок Дом отдыха в поселок Соколиный.
5 августа 1995 года по итогам местного референдума было создано муниципальное образование Красноуфимский район.
10 ноября 1996 года муниципальное образование было включено в областной реестр.
С 31 декабря 2004 года Красноуфимский район был наделён статусом городского округа. Рабочий посёлок Сарана был отнесён к категории сельских населённых пунктов к виду посёлок.
С 1 января 2006 года муниципальное образование Красноуфимский район было переименовано в Красноуфимский округ.
15 февраля 2016 года в рамках оптимизации судебной системы был образован Красноуфимский районный суд, в юрисдикцию которого были переданы Красноуфимский городской суд, Ачитский районный суд и находящиеся в их ведении вопросы осуществления правосудия. Также в структуре созданного суда было образовано постоянное судебное присутствие в рабочем поселке Ачит Ачитского района.

## Населённые пункты
В состав городского округа и района входит 67 населённых пунктов. При этом в составе округа они распределены между 26 территориальными отделами администрации (население, 2010). Красноуфимский район до 1 октября 2017 года включал 25 административно-территориальных единиц (1 рабочий посёлок и 24 сельсовета).
| №  | Населённый пункт     | Тип населённого пункта | Население | Территориальная единица Красноуфимского района | Территориальный отдел администрации городского округа |
| -- | -------------------- | ---------------------- | --------- | ---------------------------------------------- | ----------------------------------------------------- |
| 1  | Александровское      | село                   | ↘404      | Александровский сельсовет                      | Александровский                                       |
| 2  | Банное               | деревня                | ↗224      | Криулинский сельсовет                          | Криулинский                                           |
| 3  | Берёзовая Роща       | посёлок                | ↗505      | Ключиковский сельсовет                         | Ключиковский                                          |
| 4  | Бишково              | деревня                | ↗106      | Рахмангуловский сельсовет                      | Рахмангуловский                                       |
| 5  | Большая Тавра        | деревня                | ↘980      | Тавринский сельсовет                           | Тавринский                                            |
| 6  | Большое Кошаево      | деревня                | ↘99       | Новосельский сельсовет                         | Новосельский                                          |
| 7  | Большой Турыш        | село                   | ↘448      | Большетурышский сельсовет                      | Большетурышский                                       |
| 8  | Верх-Бобровка        | деревня                | ↘81       | Новосельский сельсовет                         | Новосельский                                          |
| 9  | Верхний Баяк         | деревня                | ↘76       | Баякский сельсовет                             | Баякский                                              |
| 10 | Верхний Бугалыш      | деревня                | ↘387      | Бугалышский сельсовет                          | Бугалышский                                           |
| 11 | Верх-Никитино        | деревня                | ↗147      | Приданниковский сельсовет                      | Приданниковский                                       |
| 12 | Верхняя Ирга         | деревня                | ↘48       | Большетурышский сельсовет                      | Большетурышский                                       |
| 13 | Верхняя Сарана       | деревня                | →2        | рабочий посёлок Натальинск                     | Саранинский                                           |
| 14 | Голенищево           | деревня                | ↘81       | Бугалышский сельсовет                          | Бугалышский                                           |
| 15 | Дегтярка             | посёлок                | ↘66       | Саргаинский сельсовет                          | Саргаинский                                           |
| 16 | Екатериновка         | деревня                | ↘1        | Крыловский сельсовет                           | Крыловский                                            |
| 17 | Зауфа                | деревня                | ↗329      | Криулинский сельсовет                          | Криулинский                                           |
| 18 | Калиновка            | деревня                | ↘340      | Криулинский сельсовет                          | Криулинский                                           |
| 19 | Каменовка            | деревня                | →0        | Крыловский сельсовет                           | Крыловский                                            |
| 20 | Ключики              | село                   | ↘543      | Ключиковский сельсовет                         | Ключиковский                                          |
| 21 | Колмаково            | деревня                | ↘22       | Чувашковский сельсовет                         | Чувашковский                                          |
| 22 | Красная Поляна       | деревня                | ↗174      | Криулинский сельсовет                          | Криулинский                                           |
| 23 | Красносоколье        | село                   | ↘26       | Красносокольский сельсовет                     | Красносокольский                                      |
| 24 | Красный Турыш        | деревня                | ↘66       | Чатлыковский сельсовет                         | Чатлыковский                                          |
| 25 | Криулино             | село                   | ↗2260     | Криулинский сельсовет                          | Криулинский                                           |
| 26 | Крылово              | село                   | ↘794      | Крыловский сельсовет                           | Крыловский                                            |
| 27 | Куянково             | деревня                | ↘84       | Баякский сельсовет                             | Баякский                                              |
| 28 | Лебяжье              | деревня                | ↘19       | Чатлыковский сельсовет                         | Чатлыковский                                          |
| 29 | Малый Турыш          | деревня                | ↘64       | Большетурышский сельсовет                      | Большетурышский                                       |
| 30 | Марийские Ключики    | село                   | ↘361      | Марийключиковский сельсовет                    | Марийключиковский                                     |
| 31 | Марийский Усть-Маш   | деревня                | ↘199      | Усть-Машский сельсовет                         | Усть-Машский                                          |
| 32 | Межевая              | деревня                | ↗52       | Крыловский сельсовет                           | Крыловский                                            |
| 33 | Натальинск           | пгт                    | ↘1488     | рабочий посёлок Натальинск                     | Натальинский                                          |
| 34 | Нижнее Никитино      | деревня                | ↗37       | Приданниковский сельсовет                      | Приданниковский                                       |
| 35 | Нижнеиргинское       | село                   | ↘462      | Нижнеиргинский сельсовет                       | Нижнеиргинский                                        |
| 36 | Новое Село           | село                   | ↘223      | Новосельский сельсовет                         | Новосельский                                          |
| 37 | Новый Бугалыш        | деревня                | ↘266      | Усть-Машский сельсовет                         | Усть-Машский                                          |
| 38 | Озёрки               | деревня                | ↘331      | Озёрский сельсовет                             | Озерский                                              |
| 39 | Подгорная            | деревня                | ↘471      | Александровский сельсовет                      | Александровский                                       |
| 40 | Приданниково         | деревня                | ↗2138     | Приданниковский сельсовет                      | Приданниковский                                       |
| 41 | Рахмангулово         | село                   | ↘415      | Рахмангуловский сельсовет                      | Рахмангуловский                                       |
| 42 | Русская Тавра        | село                   | ↘499      | Тавринский сельсовет                           | Тавринский                                            |
| 43 | Русский Турыш        | деревня                | ↘118      | Большетурышский сельсовет                      | Большетурышский                                       |
| 44 | Русский Усть-Маш     | деревня                | ↘229      | Усть-Машский сельсовет                         | Усть-Машский                                          |
| 45 | Рябиновка            | деревня                | ↗18       | Криулинский сельсовет                          | Криулинский                                           |
| 46 | Савиново             | деревня                | ↘125      | Ювинский сельсовет                             | Ювинский                                              |
| 47 | Сарана               | посёлок                | ↘1821     | рабочий посёлок Натальинск                     | Саранинский                                           |
| 48 | Саранинский Завод    | посёлок                | ↘29       | рабочий посёлок Натальинск                     | Саранинский                                           |
| 49 | Саргая               | посёлок                | ↘337      | Саргаинский сельсовет                          | Саргаинский                                           |
| 50 | Сарсы-Вторые         | село                   | ↘572      | Сарсинский сельсовет                           | Сарсинский                                            |
| 51 | Сарсы-Первые         | деревня                | ↘400      | Сарсинский сельсовет                           | Сарсинский                                            |
| 52 | Соколиный Камень     | посёлок                | ↗16       | рабочий посёлок Натальинск                     | Саранинский                                           |
| 53 | Средний Баяк         | деревня                | ↘181      | Баякский сельсовет                             | Баякский                                              |
| 54 | Средний Бугалыш      | село                   | ↘752      | Бугалышский сельсовет                          | Бугалышский                                           |
| 55 | Сызги                | деревня                | ↘434      | Сызгинский сельсовет                           | Сызгинский                                            |
| 56 | Тактамыш             | деревня                | ↘57       | Большетурышский сельсовет                      | Большетурышский                                       |
| 57 | Татарская Еманзельга | деревня                | ↘349      | Татарско-Еманзельгинский сельсовет             | Татарско-Еманзельгинский                              |
| 58 | Усть-Баяк            | деревня                | ↘269      | Усть-Баякский сельсовет                        | Усть-Баякский                                         |
| 59 | Усть-Бугалыш         | деревня                | ↘174      | Усть-Машский сельсовет                         | Усть-Машский                                          |
| 60 | Усть-Торгаш          | деревня                | ↘1        | Рахмангуловский сельсовет                      | Рахмангуловский                                       |
| 61 | Чатлык               | село                   | ↘387      | Чатлыковский сельсовет                         | Чатлыковский                                          |
| 62 | Черлак               | деревня                | ↘35       | Ювинский сельсовет                             | Ювинский                                              |
| 63 | Чигвинцево           | деревня                | ↘133      | Криулинский сельсовет                          | Криулинский                                           |
| 64 | Чувашково            | село                   | ↘404      | Чувашковский сельсовет                         | Чувашковский                                          |
| 65 | Шиловка              | деревня                | ↘151      | Чувашковский сельсовет                         | Чувашковский                                          |
| 66 | Шуртан               | деревня                | ↘1        | Нижнеиргинский сельсовет                       | Нижнеиргинский                                        |
| 67 | Юва                  | село                   | ↘846      | Ювинский сельсовет                             | Ювинский                                              |

### Упразднённые населённые пункты
В 2015 году упразднена деревня Новый Путь (Усть-Баякского сельсовета)
Ранее в Красноуфимский район входило 126 населенных пунктов.

## Археология
Грот Бобылёк находится в 15 км от посёлка Саргая при слиянии ручьёв Бобылька и Безымянного. Грот имеет два входа. Общая протяженность пещеры составляет 56 метров. В результате археологических раскопок обнаружены артефакты, датируемые в широких пределах от эпохи камня до эпохи железа (зольники, кости животных, фрагменты глиняных сосудов, орудия из камня и кости, украшения). На стоянке верхнего палеолита (30 тыс. лет) найдены украшения из бивня мамонта, орнаментированный обломок рога северного оленя, фрагмент лопаточной кости с нарезкой, тонкая пластинка с поперечными нарезками — заготовка для бус. По кости носорога получена радиоуглеродная дата — 14 200 ± 400 лет до настоящего времени. В коллекции каменных орудий насчитывается около 450 изделий окремнённого известняка серого цвета, яшмы, чёрного кремня, халцедона. Преобладают пластины с ретушью и выемчатые изделия, также имеются резцы, пластинки с притупленным краем и пластина с конусоусеченным концом.